# Paulus I
Paulus I, född 700 i Rom, död 28 juni 767 i Rom, var påve från den 29 maj 757 till sin död, 28 juni 767. Han vördas som helgon i romersk-katolska kyrkan, med festdag 28 juni.

## Biografi
Paulus var bror till Stefan II. De hade båda utbildats till präster vid Lateranpalatset. När brodern blev påve, stödde Paulus honom i hans politik mot Pippin den lille, och därför fick han flera betydelsefulla uppdrag för kyrkan, bland annat att återföra de städer som langobardernas kungar Aistulf och Desiderius tagit från den romerska staten; Desiderius lovade att ge upp dessa städer. Paulus valdes omedelbart efter broderns begravning till påve, och konsekrerades den 29 maj samma år, 757.
Under Paulus blev förbindelserna mellan påvestolen och frankiska riket starkare. Detta var en medveten politik, som syftade till att bryta banden med Bysantinska riket och med langobarderna. Därmed säkrade han påvens överhöghet över Rom och centrala Italien. Han sände frankernas kung Pippin ett brev där han uppmanade denne att hjälpa honom att utöka det romerska territoriet som minskat av barbarernas framfart.
Desiderius lämnade inte tillbaka de italienska städerna som han hade lovat, utan hade behållit Imola, Osimo, Ancona, och Bologna, samt intagit Pentapolis. 758 intog langobarderna även hertigdömena Spoleto och Benevento. Genom att ingå allians med Bysantinska riket, kunde langobarderna ställa krav på påven, vilka han genom hemliga förbindelser med Pippin försökte stå emot. För påven gällde inte frågan den rent politiska makten, utan att försvara ortodoxin och treeninghetsläran samt att bekämpa den bysantinska kejsarens bildstrid. 765 lyckades han framförhandla ett avtal med Desiderius där gränstvisten löstes.
767 höll de frankiska biskoparna en synod i Gentilly, där påvens doktrin om ikoner och treeningheten antogs fortfarande gälla. I Rom stärkte Paulus den pastorala verksamheten, bland annat genom att göra sitt hem till ett kloster. Han uppförde kyrkan San Silvestro och flyttade reliker till kyrkor för att rädda dem från förstörelse sedan langobarderna skändat katakomberna. Han lät även bygga ett oratorium till Heliga jungfrun i Peterskyrkan.
Paulus avled i närheten av San Paolo fuori le mura, och begravdes där, men förflyttades sedan till Peterskyrkan.